# Раздольное (Житомирская область)
Раздольное (укр. Роздольне) — село на Украине, находится в Житомирском районе Житомирской области.
Код КОАТУУ — 1822086203. Население по переписи 2001 года составляет 20 человек. Почтовый индекс — 12462. Телефонный код — 412. Занимает площадь 0,27 км².

## Адрес местного совета
12462, Житомирская область, Житомирский р-н, с. Рудня-Городище, ул. Рад, 19